# Gunver Skytte
Gunver Skytte (født 8. maj 1942 i Danmark) er en dansk sprogforsker i italiensk.

## Uddannelse og karriere
Skytte studerede romansk filologi ved Københavns Universitet med ophold hos universiter i Rom og Firenze. Hun blev dr.phil i 1984 og underviste på Københavns Universitet indtil 2005. Hun var næstformand for Società di Linguistica Italiana 1996-1998. I 2002 blev et festskrift ved navn L'infinito & oltre: omaggio a Gunver Skytte tilegnet hende.
Hun var direktør for Det Danske Institut for Videnskab og Kunst i Rom fra 2000 til 2003, da hendes stilling ikke blev forlænget hvilket ellers havde været praksis for tidligere direktører.
2005 modtog hun den italienske orden Ordine della Stella della Solidarietà Italiana. Samme år flyttede hun til Pierrefeu-du-Var i Frankrig. Hun har siden 2013 været akademisk korrespondent i det italienske sprognævn Accademia della Crusca.